# Mehmet Scholl
Mehmet Tobias Scholl (Karlsruhe, Alemanya Occidental, el 16 d'octubre del 1970) i nascut amb el nom de Mehmet Tobias Yüksel és un exfutbolista turcoalemany. El seu pare és turc i la seva mare alemanya (Scholl és el cognom del seu padrastre.) Durant tota la seua trajectòria només va jugar en dos equips, el Karlsruher SC i el FC Bayern de Múnic on arribà a ser tot un ídol. va ser internacional amb Alemanya.